# Komenda Rejonu Uzupełnień Kraków Powiat

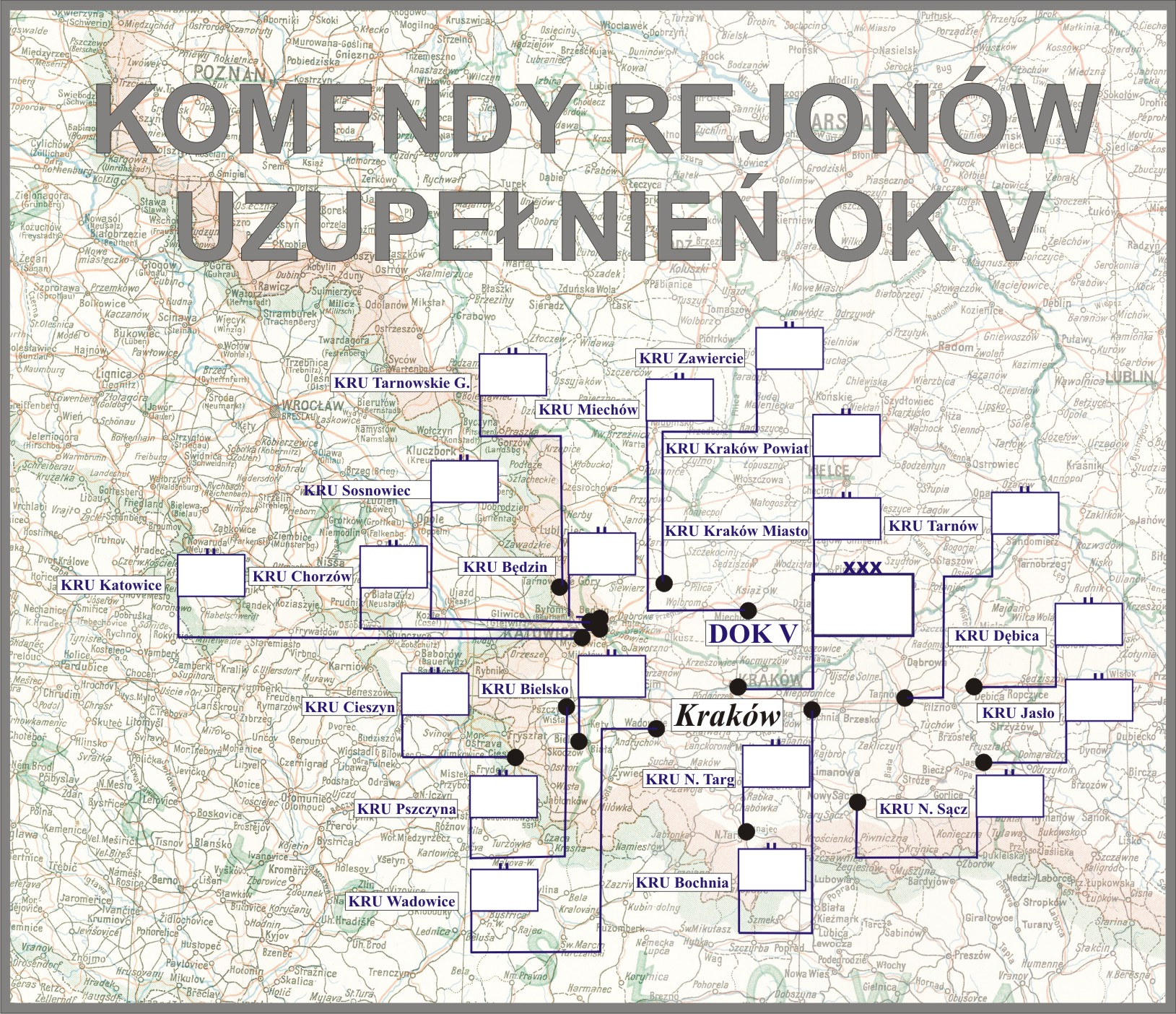
Komendy rejonów uzupełnień OK V

Komenda Rejonu Uzupełnień Kraków Powiat (KRU Kraków Powiat) – organ wojskowy właściwy w sprawach uzupełnień Sił Zbrojnych II Rzeczypospolitej
i administracji rezerw w powierzonym mu rejonie.

## Historia komendy
Rozkazem kierownika MSWojsk. nr 144 z 27 listopada 1918 w sprawie organizacji władz zaciągowych powołano do życia między innymi Powiatową Komendę Uzupełnień w Krakowie dla Okręgu Wojskowego XV obejmującego dawny obszar austriackiej komendy wojskowej krakowskiej z Zagłębiem Dąbrowskim wraz z kopalniami będzińskimi i powiat olkuskim, dawny obszar austriacko-przemyskiej komendy wojskowej – od Wisłoka na wschód.
20 stycznia 1922 roku w kasynie oficerskim w Krakowie odbył się wieczór dyskusyjny na temat „Obowiązki wychowawcze oficera względem nowobrańców”. Referował ppor. Stefan Kuta z PKU Kraków Powiat, który jednocześnie pełnił funkcję komendanta Krakowskiej Chorągwi Harcerskiej.
Z dniem 1 stycznia 1924 roku został zniesiony powiat podgórski, a jego terytorium włączone do powiatu krakowskiego. W tym samym roku z PKU Nowy Targ został wyłączony powiat myślenicki i włączony do PKU Kraków Powiat. W kwietniu 1925 roku PKU Kraków Powiat administrowała powiatami: bocheńskim, krakowskim, myślenickim i wielickim.
W 1926 roku siedziba komendy znajdowała się w koszarach im. Króla Jana Sobieskiego przy ul. Warszawskiej.
Z dniem 1 października 1927 roku została utworzona PKU Bochnia, której podporządkowano powiaty: bocheński i wielicki. Od tego dnia PKU Kraków Powiat administrowała powiatami: krakowskim i myślenickim.
W marcu 1930 roku PKU Kraków Powiat nadal podlegała Dowództwu Okręgu Korpusu Nr V i administrowała powiatami: krakowskim, myślenickim i wielickim. W grudniu tego roku posiadała skład osobowy typ II.
Z dniem 1 kwietnia 1932 roku został zniesiony powiat wielicki.
1 lipca 1938 roku weszła w życie nowa organizacja służby uzupełnień, zgodnie z którą dotychczasowa PKU Kraków Powiat została przemianowana na Komendę Rejonu Uzupełnień Kraków Powiat przy czym nazwa ta zaczęła obowiązywać 1 września 1938 roku, z chwilą wejścia w życie ustawy z dnia 9 kwietnia 1938 roku o powszechnym obowiązku wojskowym. Obok wspomnianej ustawy i rozporządzeń wykonawczych do niej, działalność KRU Kraków Powiat normowały przepisy służbowe MSWojsk. D.D.O. L. 500/Org. Tjn. Organizacja służby uzupełnień na stopie pokojowej z 13 czerwca 1938 roku. Zgodnie z tymi przepisami komenda rejonu uzupełnień była organem wykonawczym służby uzupełnień .
Komendant rejonu uzupełnień w sprawach dotyczących uzupełnień Sił Zbrojnych i administracji rezerw podlegał bezpośrednio dowódcy Okręgu Korpusu Nr V, który był okręgowym organem kierowniczym służby uzupełnień. Rejon uzupełnień nie uległ zmianie i nadal obejmował powiaty: krakowski i myślenicki.

## Obsada personalna
Poniżej przedstawiono wykaz oficerów zajmujących stanowisko komendanta Powiatowej Komendy Uzupełnień i komendanta rejonu uzupełnień oraz wykaz osób funkcyjnych (oficerów i urzędników wojskowych) pełniących służbę w PKU i KRU Kraków Miasto, z uwzględnieniem najważniejszych zmian organizacyjnych przeprowadzonych w 1926 i 1938 roku.
Komendanci
- ppłk piech. Stanisław Wilusz (1923[18] – IV 1924 → komendant PKU Buczacz[19][20])
- ppłk piech. Kamil Jakesch (IV 1924[19][8] – X 1926 → dyspozycja dowódcy OK V[21])
- ppłk piech. Marian Steczkowski (od X 1926[22])
- ppłk dypl. piech. Tadeusz Kwiatkowski (IV 1928[23][24] – I 1929 → inspektor poborowy OK V[25])
- ppłk dypl. kaw. Tadeusz Śmigielski (III 1929[26][27] – III 1934 → dyspozycja dowódcy OK V[28][29])
- ppłk dypl. piech. dr Kazimierz Putek (VI 1934 – 1939[30])

Obsada pozostałych stanowisk funkcyjnych PKU w latach 1921–1925
- I referent
  - kpt. piech. Jan Antoni Werner (do II 1925[33] → I referent PKU Kraków Miasto)
  - kpt. piech. Witold Sylwester Tettamandi (II[33] – VIII 1925[34] → I referent PKU Kraków Miasto)
  - mjr piech. Juliusz Miłowski (od VIII 1925[34])
  - kpt. piech. Witold Sylwester Tettamandi (X 1925[35] – II 1926 → kierownik I referatu)
- II referent – urzędnik wojsk. XI rangi / por. kanc. Piotr Stuczyński (1923 – II 1926 → kierownik II referatu)
- referent inwalidzki
  - urzędnik wojsk. XI rangi Adolf Weiss (1923)
  - kpt. kanc. Tadeusz Muszyński (1924 – II 1926 → referent inwalidzki)
- oficer instrukcyjny
  - por. tab. Stefan Kaliński (1923 – 1924)
  - kpt. piech. Jan Jakub Wilczyński (do XII 1925 → 20 pp[36])
  - por. piech. Kazimierz Władysław Czarkowski (od XII 1925[36])
- oficer ewidencyjny na powiat krakowski – urzędnik wojsk. X rangi / por. kanc. Rudolf Matzenauer (do 15 XII 1925 → Kancelaria Sztabu DOK V[36])
- oficer ewidencyjny Podgórze – urzędnik wojsk. X rangi / por. kanc. Ludwik Jan Dorner (1923 – 1924)
- oficer ewidencyjny na powiat wielicki
  - urzędnik wojsk. XI rangi Franciszek Bobka (1923)
  - por. kanc. Józef Masłowski (1924)
- oficer ewidencyjny na powiat bocheński – wakat
- oficer ewidencyjny na powiat myślenicki – por. piech. Marian Rodzaj (IV[37] – 1 VIII 1924 → PKU Katowice[38])

Obsada pozostałych stanowisk funkcyjnych PKU w latach 1926–1938
- kierownik I referatu administracji rezerw i zastępca komendanta
  - kpt. piech. Witold Sylwester Tettamandi (II 1926 – IV 1933[42] → Dep. Uzup. MSWojsk.)
  - kpt. art. Lucjan Chwalibóg (IV 1933[43] – †6 XI 1934[44])
  - kpt. piech. Stanisław Baran[a] (od XII 1934[47])
- kierownik II referatu poborowego
  - por. kanc. Piotr Stuczyński (od II 1926)
  - por. piech. Władysław Kotowicz (był w 1932 i 1935)
- referent – por. kanc. Witold Masłowski (od II 1926)
- referent inwalidzki – kpt. kanc. Tadeusz Muszyński (od II 1926)
- referent (etat przejściowy) – por. kanc. Włodzimierz Dubrawski (od II 1926)

Obsada pozostałych stanowisk funkcyjnych KRU w latach 1938–1939
- kierownik I referatu ewidencji – kpt. adm. (piech.) Lucjan Gawroński †1940 Katyń[49]
- kierownik II referatu uzupełnień – kpt. adm. (piech.) Józef II Skowroński